# Dolni Dabnik
 (juin 2024).
La mise en forme du texte ne suit pas les recommandations de Wikipédia : il faut le « wikifier ».
Les points d'amélioration suivants sont les cas les plus fréquents. Le détail des points à revoir est peut-être précisé sur la page de discussion.
- Les titres sont pré-formatés par le logiciel. Ils ne sont ni en capitales, ni en gras.
- Le texte ne doit pas être écrit en capitales (les noms de famille non plus), ni en gras, ni en italique, ni en « petit »…
- Le gras n'est utilisé que pour surligner le titre de l'article dans l'introduction, une seule fois.
- L'italique est rarement utilisé : mots en langue étrangère, titres d'œuvres, noms de bateaux, etc.
- Les citations ne sont pas en italique mais en corps de texte normal. Elles sont entourées par des guillemets français : « et ».
- Les listes à puces sont à éviter, des paragraphes rédigés étant largement préférés. Les tableaux sont à réserver à la présentation de données structurées (résultats, etc.).
- Les appels de note de bas de page (petits chiffres en exposant, introduits par l'outil «  Source ») sont à placer entre la fin de phrase et le point final[comme ça].
- Les liens internes (vers d'autres articles de Wikipédia) sont à choisir avec parcimonie. Créez des liens vers des articles approfondissant le sujet. Les termes génériques sans rapport avec le sujet sont à éviter, ainsi que les répétitions de liens vers un même terme.
- Les liens externes sont à placer uniquement dans une section « Liens externes », à la fin de l'article. Ces liens sont à choisir avec parcimonie suivant les règles définies. Si un lien sert de source à l'article, son insertion dans le texte est à faire par les notes de bas de page.
- La présentation des références doit suivre les conventions bibliographiques. Il est recommandé d'utiliser les modèles {{Ouvrage}}, {{Chapitre}}, {{Article}}, {{Lien web}} et/ou {{Bibliographie}}. Le mode d'édition visuel peut mettre en forme automatiquement les références.
- Insérer une infobox (cadre d'informations à droite) n'est pas obligatoire pour parachever la mise en page.

Pour une aide détaillée, merci de consulter Aide:Wikification.
Si vous pensez que ces points ont été résolus, vous pouvez retirer ce bandeau et améliorer la mise en forme d'un autre article.
Dolni Dabnik est une ville du nord de la Bulgarie située dans l'oblast de Pleven. La ville est le centre administratif de l'obchtina de Dolni Dabnik.

## Géographie
La ville de Dolni Dabnik est située à 15 km à l'ouest de la ville de Pleven.

## Histoire
Dolni Dabnik a été mentionnée pour la première fois dans des documents officiels ottomans datant de 1430. Au début de la Première guerre balkanique, un homme de Dolni Dabnik s'est porté volontaire et a été intégré à l'Escouade odrino-macédonienne.

## Démographie
Selon les données de l'ESGRAON, le 15 juin 2023, la commune comptait 4485 habitants permanents et 4 396 habitants saisonniers.

## Économie
La production et le raffinage de pétrole sont les principales activités économiques de la ville. Les plus grandes entreprises de ce secteur sont "Oil and Gas" et la raffinerie de pétrole "Plama-Pleven", située à six kilomètres du centre-ville. En raison du faible développement de l’industrie ces dernières années, l’agriculture est devenue le principal moyen de subsistance de la majorité de la population de la ville.

## Institutions publiques
- Collèges et lycées
  - Collège "Khristo Botev"
  - Lycée professionnel d'agriculture "Prof. Ivan Ivanov"
- École primaire "Saints Cyrille et Méthode"
- Bibliothèque
- Crèche

## Patrimoine
- Église "Saint Prophète Iliya"
- Le Parc Lavrov se trouve à proximité
- Parc Albéna

## Galerie

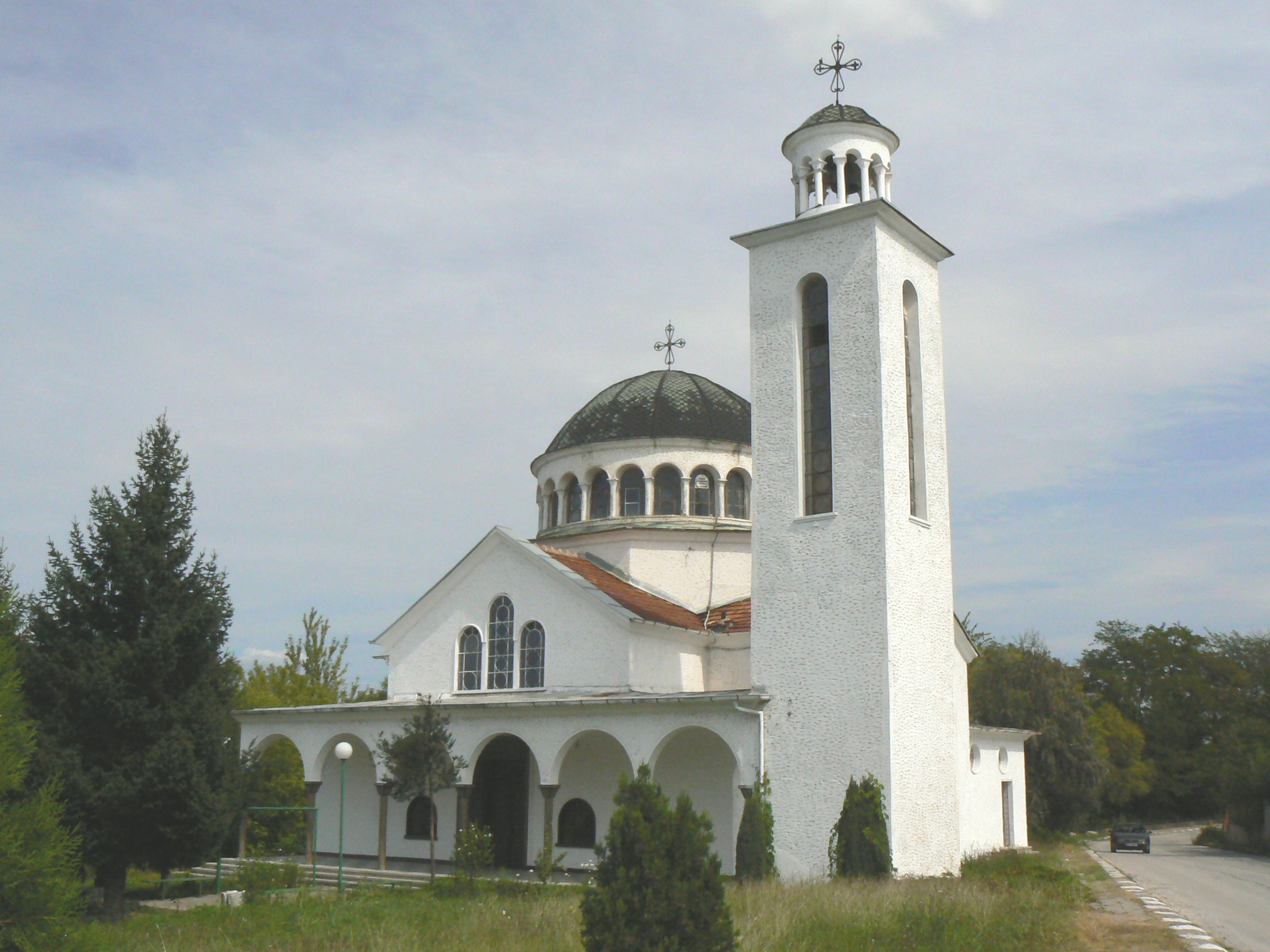
Église "Saint Prophète Iliya"
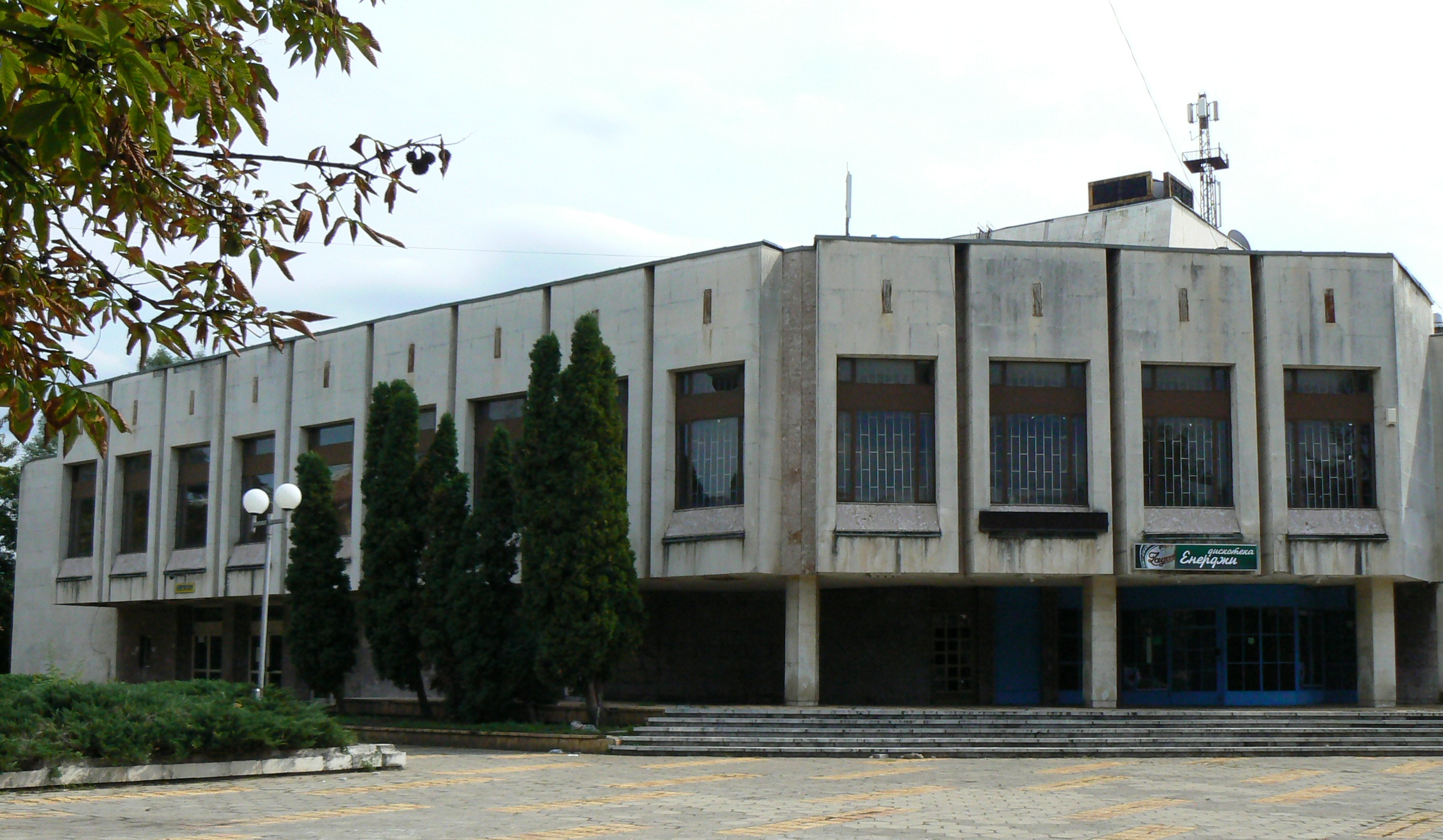
La bibliothèque municipale
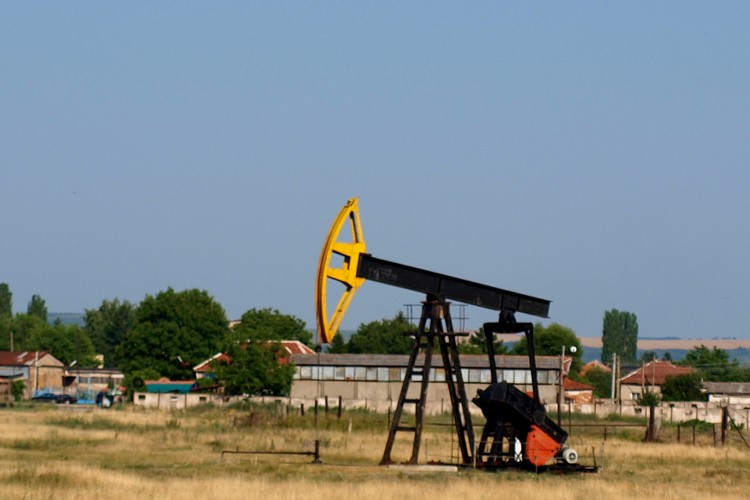
Puits de pétrole à Dolni Dabnik

## Événements
L'événement majeur pour la ville est l'assemblée. Elle a lieu le premier week-end d'août et constitue une grande fête pour la population locale. On peut également noter la Saint-Ilya (saint patron de la ville), qui est très fêtée.

## Personnalités nées à Dolni Dabnik
- Ivan Beshkov (1896 - 1945) — militant coopératif bulgare et homme politique de l'Union populaire agricole bulgare (BAZNS). Il fut ministre de l'Agriculture et des Domaines de l'État dans le gouvernement de Dobri Bozhilov (1943 - 1944).
- Iliya Beshkov (1901 - 1958), frère du précédent — peintre, écrivain, philosophe et pédagogue. Sa maison était située à l'emplacement du parc de la ville où se situe aujourd'hui un buste de l'artiste.
- Stoyou Oratchkine (1901–1973) — poète local, auteur du recueil de poèmes "Première Gerbe", 1929. Camarades de classe avec Iliya Beshkov au lycée pour hommes de Pleven, ils ont participé ensemble au cercle de la jeunesse agricole à partir des années 1920.
- Ventsislav Varbanov —  homme politique et ancien ministre de l'Agriculture et des Forêts.
- Ivaylo Petkov —  footballeur international.

## Sources
1. ↑  dolni_dabnik
2. ↑  www.grao.bg